# Marie-Hélène Prouteau
Marie-Hélène Prouteau, née le 2 septembre 1950 à Brest, est une femme de lettres et critique littéraire française.

## Biographie
Marie-Hélène Prouteau née à Brest grandit entre la région parisienne et le Finistère puis à Nantes. Elle suit des études supérieures à Paris (khâgne au lycée Fénelon, mémoire de maîtrise à La Sorbonne sous la direction de Robert Mauzi). Agrégée de lettres (1974), elle passe son DEA, diplôme d'études approfondies, sur Marguerite Duras, Elsa Morante, Anna Seghers. Elle enseigne dans le secondaire puis est professeur de lettres-philosophie en classes préparatoires scientifiques pendant vingt ans.
Ses premières publications évoquent la situation des femmes et les œuvres de Marguerite Yourcenar dans le Bulletin de la Société Internationale d'Études Yourcenariennes dont elle est membre. Elle a publié par la suite des études philosophiques et littéraires variées aux éditions Ellipses (Homère, Stendhal, Nicolas Gogol...)
En 2008, elle publie son premier roman, Les Blessures fossiles, chez La Part commune. Le roman explore le cheminement intérieur d'une femme qui découvre un « petit coquillage de mort » au sein.
Marie-Hélène Prouteau a fait partie du comité de rédaction de la revue Encres de Loire. Elle écrit de nombreuses notes critiques et études dans diverses revues (Europe, Place de la Sorbonne, Poezibao, Terres de femmes, Recours au poème...)

## Œuvre
Elle a publié des poèmes et des textes dans diverses revues papier et numériques, Incertain regard, Recours au poème, Écrits du Nord, Terres de femmes, Spered Gouez, à la littérature, Terre à ciel, Cahiers Octave Mirbeau, Association Victor Segalen, Maison-Musée Gauguin.
Les livres de Marie-Hélène Prouteau font souvent référence aux paysages du Finistère comme dans La Petite Plage (2015) où l'on retrouve les plages de Cléder. Elle explore une écriture de proses poétiques. Mona Ozouf écrit à propos de La Petite Plage : « Pour rendre et célébrer l'envoûtement de la petite plage de Kerfissien, Marie-Hélène Prouteau a trouvé dans ses textes le souffle et l'énergie vitale. Kerfissien a de la chance de trouver un tel peintre ».
L'autrice évoque également Nantes et la Loire dans Les Balcons de la Loire (2012), La Ville aux maisons qui penchent-Suites nantaises (2017).
Elle évoque des thèmes comme la guerre et ses maux (Le coeur est une place forte), le dialogue avec la peinture; ainsi que des sujets tels les marées noires (L’Enfant des Vagues), le cancer (Les Blessures fossiles), le voyage dans l'art et la poésie avec Paul Celan,Jacques Prévert),.
Son dernier livre Madeleine Bernard - La Songeuse de l'invisible raconte la vie de Madeleine Bernard, sœur et modèle du peintre Émile Bernard, et modèle de Gauguin. Pour écrire sa biographie, elle s'appuie sur 200 courriers personnels retrouvés dans les fonds documentaires du Louvre.

## Publications
- Les Blessures fossiles, La Part Commune, Rennes, 160p, 2008,  (ISBN 2844181589)
- Les Balcons de la Loire, La Part Commune, Rennes, 160p, 2012,  (ISBN 2844182542)
- L'Enfant des vagues, Éditions Apogée, Collection : Piqué d'étoiles, Rennes, 155p, 2014,  (ISBN 2843984432)
- La Petite Plage[17], La Part commune, 126p, 2015,  (ISBN 2844183190)
- Nostalgie blanche, livre d’artiste avec le peintre Michel Remaud, 2016
- La Ville aux maisons qui penchent, Suites nantaises, La Chambre d’échos, Collection : E La Nave Va, Paris, 2017,  (ISBN 2913904637)
- Le cœur est une place forte[18], La Part Commune, Rennes, 148p, 2019,  (ISBN 9782844183828)
- Préface de Les Yeux de Sacha, Karel Pecka, 2019, éditions Alidades,  (ISBN 9782919376650)
- Madeleine Bernard - La Songeuse de l'invisible[19],[20], Editions Hermann, 2021,  (ISBN 9791037006851)
- Préface à Lauzes d'Angèle Paoli, éditions Al Manar, mars 2021
- Préface de Son Corps d'ombre, Marilyne Bertoncini, Ghislaine Lejard, 2021, éditions Zinzoline,  (ISBN 9791095057048)
- La Vibration du monde, poèmes du livre d'artiste avec Isthme – Isabelle Thomas, 2021, éditions du Quatre[21]
- 12 poètes contemporaines de Bretagne, Les Editions Sauvages, 2023
- La Petite plage, suivi de Brest, rivage de l'ailleurs, nouvelle édition revue et augmentée, préface de Mona Ozouf, La Part commune, 2024,  (ISBN 9782844184863)
- Paul Celan, sauver la clarté, préface de Mireille Gansel, éditions Unicité, 2024,  (ISBN 9782386381485)

## Pour approfondir